# 古达尔兹一世
古达尔兹一世，安息帝國王中之王，西元前91年至前80年在位。有學者認為，位於伊朗西部的贝希斯敦山上的岩石浮雕是在古达尔兹一世統治期間建造的。

## 统治
硬币、浮雕和巴比伦天文日记将戈塔泽斯标记为米特里达梯二世(公元前124-91年)的儿子和继承人。根据贝希斯顿一份严重受损的浮雕，戈塔泽斯曾在他父亲手下担任“总督的总督”。

## 資料
- Shayegan, M. Rahim. . Cambridge University Press. 2011: 1–539. ISBN 9780521766418.
- Assar, Gholamreza F. . Parthica. Incontri di Culture Nel Mondo Antico (Istituti Editoriali e Poligrafici Internazionali). 2006,. 8: Papers Presented to David Sellwood. ISBN 978-8-881-47453-0. ISSN 1128-6342.